# Семюел Віттемор
Семюел Віттемор (англ. Samuel Whittemore 27 липня 1694 — 3 лютого 1793) — англійсько-американський фермер та солдат. У 80 років він став найстарішим відомим бійцем колоніальної армії в Американській війні за незалежність (1775–1783 роки).

## Біографія
Віттемор народився в Чарльзтауні (нині район Бостона). У 1745 році служив капітаном драгунів Британської армії. Воював у Війні короля Георга (1744—1748). Брав участь у захопленні французької цитаделі Луїсбур. Після війни він залишився в колоніях, оселившись в Менотомі, Массачусетс (нині Арлінгтон). Згодом воював у франко-індіанській війні (1754—1763) у віці 64 років, знову беручи участь в захопленні форту Луїсбур.

19 квітня 1775 британські війська поверталися в Бостон з битви під Лексінгтоном і Конкордом. На своєму шляху вони постійно стріляли в колоніальних мінітменів.
Віттемор був на своїх полях, коли побачив наближення британської бригади під командуванням Графа Персі, посланого, щоб допомогти відступу. Віттемор зарядив свій мушкет і підстеріг у засідці британських гренадерів 47-й піхотного полку за сусідньому кам'яною стіною, убивши одного солдата. Потім він вихопив дуельні пістолети, вбив одного гренадера і смертельно поранив іншого. Поки Уіттемор здійснив свій третій постріл, британський загін досяг його позиції; Віттемор вихопив меч і напав. Йому вистрелили в обличчя, вкололи багнетами тринадцять разів та залишили помирати в калюжі крові. Його знайшли живим, він намагався зарядити свій мушкет, щоб битися. Його доставили до доктора Коттона Тафтса з Медфорду, який не виражав ніякої надії на виживання Віттемора. Однак той жив ще 18 років, поки не помер від старості у віці 98 років.

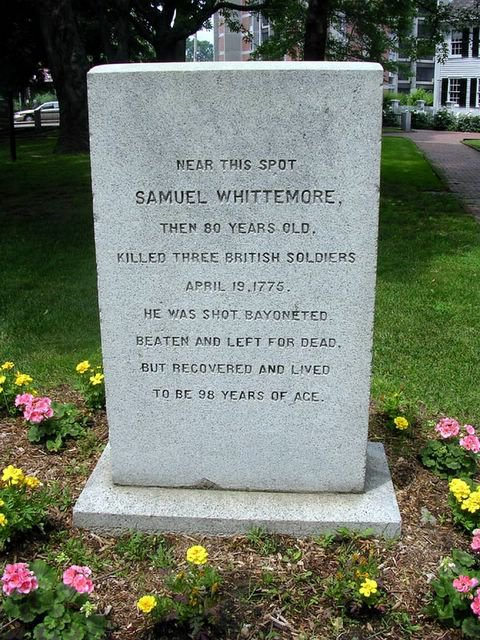
Пам'ятник Семюелу Уіттемору в Арлінгтоні, Массачусетс.

## Спадщина
- На пам'ятнику в Арлінгтоні написано:

На цьому місці, Семюел Віттемор, у віці 80 років, убив трьох британських солдатів, 19 квітня 1775. В нього стріляли, кололи багнетами, били і залишили помирати, але він одужав і дожив до 98 років.
- У 2005 році Семюел Віттемор був проголошений офіційним героєм штату Массачусетс, його пам'ять відзначається 3 лютого щороку.[3]